# Derrick Nnadi
Derrick Nnadi (Virginia Beach, 9 maggio 1996) è un giocatore di football americano statunitense che milita nel ruolo di nose tackle per i Kansas City Chiefs della National Football League (NFL).

## Carriera

### Kansas City Chiefs
Nnadi fu scelto nel corso del terzo giro (75º assoluto) nel Draft NFL 2018 dai Kansas City Chiefs. Debuttò come professionista subentrando nella gara del primo turno contro i Los Angeles Chargers senza fare registrare alcuna statistica. Disputò la prima gara come titolare nella settimana 5 contro i Jacksonville Jaguars mettendo a segno 3 placcaggi. La sua stagione da rookie si concluse con 35 placcaggi disputando tutte le 16 partite.
Il 2 febbraio 2020 Nnadi partì come defensive tackle destro titolare nel Super Bowl LIV contro i San Francisco 49ers che i Chiefs vinsero per 31-20, conquistando il primo titolo dopo cinquant'anni. Nella finalissima mise a segno 4 tackle, di cui uno con perdita di yard degli avversari.

## Palmarès
- Super Bowl : 3

Kansas City Chiefs: LIV, LVII, LVIII
- American Football Conference Championship: 4

Kansas City Chiefs: 2019, 2020, 2022, 2023